# فرانک باسن
فرانک آلبرت باسِن (به انگلیسی: Frank Albert Bassen، نوامبر ۱۹۰۳–۱۷ فوریه ۲۰۰۳) یک خون‌شناس و متخصص داخلی بود که بین سال‌های ۱۹۳۳ تا ۱۹۷۸، در مرکز تحقیقات بیماری‌های خونی وابسته به بیمارستان ماونت ساینای در نیویورک فعالیت می‌کرد. او در ۱۴ نوامبر ۱۹۰۳ در سنت جورج واقع در نیوبرانزویکِ کانادا به دنیا آمد و از دانشگاه مک گیل فارغ‌التحصیل شد. باسِن در سال ۱۹۲۸ از طریق وانسبورو به ایالات متحده مهاجرت و تابعیت ایالات متحده را دریافت کرد. او در سال ۲۰۰۳ در سن ۹۹ سالگی درگذشت.
باسن به همراه همکار خود، آبراهام کورنزویگ، سندرم باسن-کورنزویگ را شناسایی کرد. این اختلال یک اتوزومی مغلوب نادر بوده که سبب می‌شود، بدن قادر به تولید چیلومیکرون (لیپوپروتئین کم‌چگالی (LDL) و لیپوپروتئین بسیار کم‌چگال (VLDL) نباشد و افراد مبتلا به این بیماری قادر به هضم صحیح چربی‌ها نیستند. علائم این اختلال شامل آتاکسی، نوروپاتی محیطی و سایر اشکال اختلال عملکرد عصبی است. درمان این بیماری معمولاً به وسیله ویتامین E صورت می‌گیرد.
ویژگی‌های این سندرم شامل وجود آکانتوسیت‌ها (ناهنجاری سلولی اریتروسیت‌ها) و کاهش یا حتی عدم وجود B-لیپوپروتئین‌ها است. و پیامدهای بیماری شامل رتینیت پیگمنتوزا، زوال در سیستم عصبی مرکزی که مخچه و ساقه مغز را درگیر می‌کند، اسهال چرب، آتاکسی، آرفلکسی و عقب ماندگی باشد. بسیاری از مبتلایان به این سندرم قادر به راه رفتن نیستند.
این سندرم در دوران نوزادی ظاهر می‌شود. کودکان مبتلا در بدو تولد طبیعی به نظر می‌رسند، اما در طول سال اول عمرشان به خوبی رشد نمی‌کنند. بیشتر موارد این بیماری در کودکان یهودی‌تبار به ویژه در میان یهودیان اشکنازی رخ می‌دهد. سندرم باسن-کورنزویگ به صورت یک صفت اتوزومال مغلوب منتقل و معمولاً به عنوان یک کمبود بتالیپوپروتئین (آبتالیپوپروتئینمی) در نظر گرفته می‌شود.